# Rigs of Rods
 (octobre 2019).
Si vous disposez d'ouvrages ou d'articles de référence ou si vous connaissez des sites web de qualité traitant du thème abordé ici, merci de compléter l'article en donnant les références utiles à sa vérifiabilité et en les liant à la section « Notes et références ».
Rigs of Rods (RoR) est un jeu libre et gratuit de simulation de camions, voitures, bateaux, avions, train, sous-marins... Il est distribué selon les termes de la licence GNU GPL.

## Présentation
Ce jeu est basé sur le moteur physique OGRE. Les véhicules sont composés d'un réseau de nœuds interconnectés formant le châssis et les roues et permettant de simuler des déformations. De cette manière, le camion entier peut se déformer et réagir aux aspérités du terrain de façon réaliste.
Le jeu a été créé par le français Pierre-Michel Ricordel, alias Pricorde.

## Véhicules

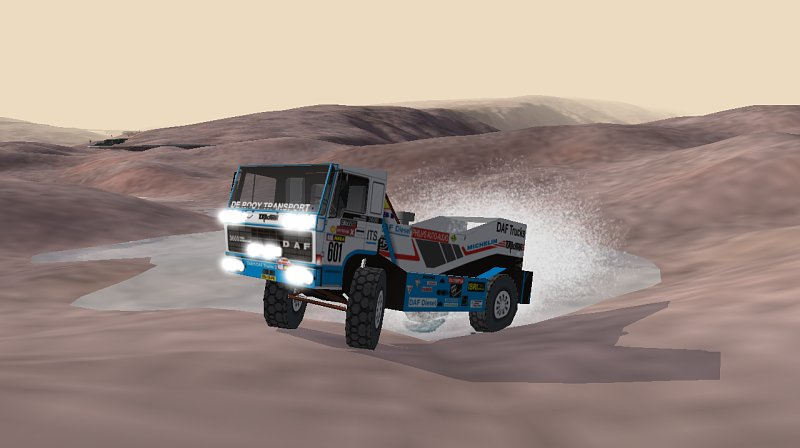
Un des camions pouvant être utilisés dans le jeu.

Les principaux véhicules sont des camions (DAF, Scania, Renault...) porteurs ou tracteurs, tout-terrain ou routiers. Mais il est également possible de piloter des autobus, voitures, grues, bateaux, et même des avions.
Les véhicules se déforment au contact du terrain, rendant réaliste la simulation d'accidents.
Certains joueurs l'utilisent pour du Monster jam car Rigs of Rods possède une physique et une répartition des masses sur les véhicules réalistes, permettant de simuler correctement des sauts sur des bosses. il y a une grande variété de véhicules.